# Orchestina saltabunda
Orchestina saltabunda là một loài nhện trong họ Oonopidae.
Loài này thuộc chi Orchestina. Orchestina saltabunda được Eugène Simon miêu tả năm 1893.